# Neve (Maxence Fermine)

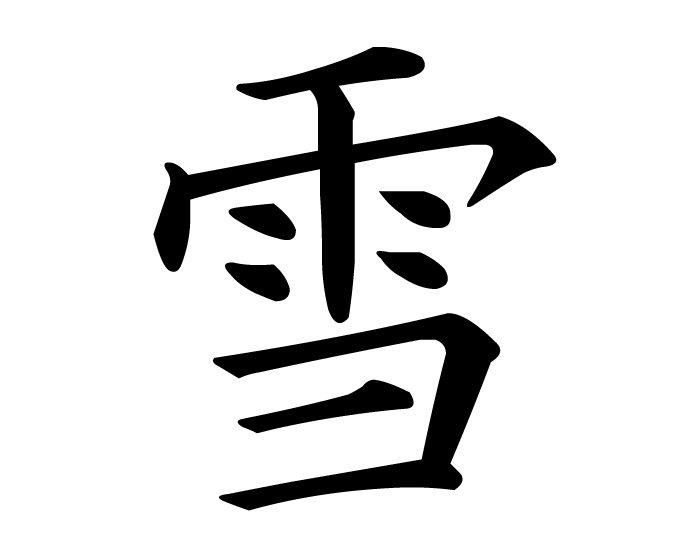
Ideogramma giapponese per "Neve", raffigurato anche nella copertina originale del romanzo.

«E si amarono l'un l'altro sospesi su un filo di neve»
Neve (Neige) è il primo romanzo di Maxence Fermine. Pubblicato nel 1999, narra di Yuko, un ragazzo giapponese che compone haiku. Fa parte della raccolta La trilogia dei colori, insieme a Il violino nero e L'apicoltore.

## Trama
Neve è un romanzo iniziatico che racconta le vicissitudini del giovane Yuko, alla ricerca di un mentore che lo possa aiutare a perfezionare l'arte dell'haiku. Il viaggio si compie nell'isola più settentrionale dell'arcipelago giapponese, Hokkaido. Un giorno d'aprile del 1884, al compimento del diciassettesimo anno d'età, Yuko svela al padre (che lo vorrebbe guerriero) di voler diventare un poeta.
Un amico, il poeta di corte dell'imperatore Meiji, gli consiglia di seguire le lezioni di Soseki, che si trova nel versante opposto dello Stato.
Ha così inizio la traversata da Nord a Sud del Giappone, al termine della quale Yuko conoscerà il suo maestro non vedente e riuscirà a risolvere il mistero nascosto dietro a una funambola misteriosamente morta congelata nel ghiaccio tra due alte montagne.

## La struttura del romanzo
Il romanzo si compone di 54 brevi capitoli, molti dei quali sono aperti da un haiku di autori vari. La brevità, l'uso razionato delle parole, gli ampi spazi bianchi che vanno a crearsi quasi in ogni pagina e lo stesso tema del romanzo richiamano chiaramente alla cultura dello zen giapponese.

## I personaggi
- Yuko Akita. Ragazzo di diciassette anni, protagonista del romanzo. Ama due cose: l'haiku e la neve.
- Soseki. Maestro di haiku, non vedente. Yuko si rivolge a lui per perfezionare le sue poesie.
- Neve. Funambola parigina, il suo lavoro nel circo la conduce in Giappone, dove conosce Soseki.
- Fiocco di Primavera. Figlia di Soseki e Neve.
- Horoshi. Servitore di Soseki e amico di Yuko.